# Tupirinna trilineata
Tupirinna trilineata là một loài nhện trong họ Corinnidae.
Loài này thuộc chi Tupirinna. Tupirinna trilineata được Arthur Merton Chickering miêu tả năm 1937.